# Coupe Memorial 1974
Navigation
Édition précédente Édition suivante
L'édition 1974 de la Coupe Memorial est présentée du 5 au 12 mai 1974 à Calgary en Alberta. Gérée par l'Association canadienne de hockey amateur, elle regroupe les meilleures équipes de niveau junior à travers les ligues basée au Canada.

## Équipes participantes
- Les Remparts de Québec représentent la Ligue de hockey junior majeur du Québec.
- Les Black Hawks de St-Catharines représentent l'Association de hockey de l'Ontario.
- Les Pats de Regina représentent la Ligue de hockey de l'ouest du Canada.

## Classement de la ronde préliminaire
| Équipe                       | PJ | V | D | BP | BC | Pts |
| ---------------------------- | -- | - | - | -- | -- | --- |
| Pats de Regina               | 2  | 1 | 1 | 7  | 5  | 2   |
| Black Hawks de St-Catharines | 2  | 1 | 1 | 6  | 7  | 2   |
| Remparts de Québec           | 2  | 1 | 1 | 4  | 5  | 2   |

## Résultats

### Résultats du tournoi à la ronde
| Date       | Vainqueur                    | Résultat | Perdant                      | Lieu            |
| ---------- | ---------------------------- | -------- | ---------------------------- | --------------- |
| 5 mai 1974 | Black Hawks de St-Catharines | 4-1      | Remparts de Québec           | Stampede Corral |
| 6 mai 1974 | Pats de Regina               | 4-0      | Black Hawks de St-Catharines | Stampede Corral |
| 8 mai 1974 | Remparts de Québec           | 5-3      | Pats de Regina               | Stampede Corral |

### Ronde finale
| Date       | Vainqueur          | Résultat | Perdant                      | Lieu            |
| ---------- | ------------------ | -------- | ---------------------------- | --------------- |
| 9 mai 1974 | Remparts de Québec | 11-3     | Black Hawks de St-Catharines | Stampede Corral |

| Date        | Vainqueur      | Résultat | Perdant            | Lieu            |
| ----------- | -------------- | -------- | ------------------ | --------------- |
| 11 mai 1974 | Pats de Regina | 7-4      | Remparts de Québec | Stampede Corral |

## Effectifs
Voici la liste des joueurs des Pats de Regina, équipe championne du tournoi 1974 :
- Entraîneur : Bob Turner
- Gardiens : Bob Leslie et Ed Staniowski.
- Défenseurs :  Bill Bell, Glen Burdon, Mike Harazny, Greg Joly, Kim MacDougall, Dave Thomas et Mike Wirchowski.
- Attaquants : Drew Callander, Dave Faulkner, Clark Gillies, Jon Hammond, Rob Laird, Jim Minor, Dennis Sobchuk, Rob Tudor, Rick Uhrich et Mike Wanchuk.

## Honneurs individuels
- Trophée Stafford-Smythe (MVP) : Greg Joly (Pats de Regina)
- Trophée George-Parsons (meilleur esprit sportif) : Guy Chouinard (Remparts de Québec)